# Liste der Kulturdenkmale in Ziegra (Döbeln)
In der Liste der Kulturdenkmale in Ziegra sind die Kulturdenkmale des Döbelner Ortsteils Ziegra verzeichnet, die bis Oktober 2022 vom Landesamt für Denkmalpflege Sachsen erfasst wurden (ohne archäologische Kulturdenkmale). Die Anmerkungen sind zu beachten.
Diese Aufzählung ist eine Teilmenge der Liste der Kulturdenkmale in Döbeln.

## Ziegra
| Bild                                    | Bezeichnung | Lage                                  | Datierung | Beschreibung | ID       |
| --------------------------------------- | --- | ------------------------------------- | --- | --- | -------- |
| Weitere Bilder                          | Viadukt Limmritz: Eisenbahnviadukt (siehe auch Hartha, Ortsteil Saalbach, 09307084) | (Flurstücke 309, 311 und 312) (Karte) | 1846–1852 | Vierzehnbogiger Viadukt über die Zschopau der Bahnstrecke Riesa–Chemnitz, von großer baugeschichtlicher, landschaftsprägender und verkehrsgeschichtlicher Bedeutung. Bruchsteinbrücke, 260 m lang, 31,7 m hoch, 14 Rundbögen, fünf vergrößerte Mittelbögen, Stützen durch Betonquader verstärkt. Auch Gemarkung Limmritz mit den Flurstücken 184, 162/9 und Gemarkung Saalbach (Gemeinde Hartha) mit Flurstück 72/6. | 09208041 |
| Direkt Bild zu diesem Denkmal hochladen | Grab der Ilse Marie Schmidt | (Flurstück 316/1) (Karte)             | Nach 1928 | Natursteinmonolith, ortshistorisch relevant. Geboren am 15. Dezember 1905, gestorben am 3. November 1928, Inschrift „Ich liege und schlafe/ ganz mit Frieden/ allein du Herr hilfst mit/ daß ich sicher wohne.“ PS 49. | 09208042 |
| Direkt Bild zu diesem Denkmal hochladen | Vermutlich ehemaliger Gasthof mit Seitengebäude und altem Baumbestand im Hof- bzw. Gartenbereich | Döbelner Straße 14 (Karte)            | Bezeichnet mit 1825 (Gasthof); 1. Hälfte 19. Jahrhundert (Seitengebäude)                                                                                           | An der Döbelner Straße ursprünglich einzeln stehende Hausgruppe, bestehend aus heute zwei Fachwerk-Gebäuden von baugeschichtlichem, ortsgeschichtlichem und straßenbildprägendem Wert. - Bauernhaus: Erdgeschoss massiv, zum Teil überformt, Obergeschoss Fachwerk (verkleidet), Krüppelwalmdach, Biberschwanzdeckung - Seitengebäude: Erdgeschoss massiv, Obergeschoss Fachwerk, Schopfwalmdach, alte Blitzableiter, sehr schlechter Bauzustand | 09208020 |
| Direkt Bild zu diesem Denkmal hochladen | Wohnstallhaus ohne Anbau | Gebersbacher Straße 18 (Karte)        | 1. Hälfte 19. Jahrhundert | Bestandteil der alten Dorfstruktur, zeittypisches ländliches Wohnhaus mit Fachwerk-Konstruktion von ortsbildprägendem Wert. Erdgeschoss massiv, Obergeschoss in Teilen Fachwerk, Satteldach, Gebäude ist saniert, Fachwerk wurde schon vor Denkmalerfassung teils entfernt, geringer Denkmalwert. | 09208021 |
| Weitere Bilder                          | Rittergut Ziegra (Sachgesamtheit) | Zum Park 58, 59 (Karte)               | 2. Hälfte 19. Jahrhundert | Sachgesamtheit Rittergut Ziegra: bestehend aus dem ehemaligen Herrenhaus (siehe 09303537) sowie den ehemaligen Wirtschaftsgebäuden und den Resten des Gutsparks mit zwei Teichen (Sachgesamtheitsteile); geschlossen erhaltene Gutsanlage mit weitgehend original erhaltenem Herrenhaus und ehemaligen Wirtschaftsgebäuden, welche nach 1945 in Neubauernhäuser umgewandelt wurden, von baugeschichtlicher, ortsentwicklungsgeschichtlicher und regionalgeschichtlicher Bedeutung. Das Rittergut Ziegra ist in geschichtlicher Sicht eine der bedeutendsten und ältesten derartigen Anlagen im Umkreis von Döbeln. Es ist als Herrensitz ab 1231 bezeugt und entstand vermutlich im Zusammenhang bzw. in der Nachfolge einer Burg, die ca. 500 m westlich auf einem Sporn über dem Zschopautal in Resten noch nachweisbar ist (Alte Schanze). Im Verlauf der Jahrhunderte hat sich die Gestalt der Anlage mehrfach verändert. Die heute existierenden, einen etwa quadratischen Hof umfassenden Gebäude stammen aus dem frühen 19. Jahrhundert sowie aus der Zeit um die Wende zum 20. Jahrhundert und stellen trotz des Verfalls und zahlreicher entstellenden Veränderungen nach wie vor ein eindrucksvolles Ensemble dar. Überragt wird die Anlage durch die unmittelbar östlich vor dem Hof angelegte Kirche von 1770 mit einem markanten verschieferten Dachreiter. - Wirtschaftsgebäude: Zwei im rechten Winkel zueinander angeordnete zweigeschossige Ziegelbauten mit Satteldächern gegenüber und schräg gegenüber dem Herrenhaus stehend. Während der Bodenreform in mehrere Neubauernstellen unterteilt. Weiterhin zwei neben dem Herrenhaus stehende Wirtschaftsgebäude, das eine davon vermutlich ehemaliger Pferdestall, heute teilweise als Wohnhaus genutzt. Ebenfalls zweigeschossige verputzte Ziegelbauten mit Satteldach. - Reste des Gutsparks (kein Gartendenkmal): In Rudimenten erhaltene Parkanlage mit zwei Teichen. Die Wegeführung sowie die tatsächliche Ausdehnung des Parks sind heute nicht mehr ablesbar. Erhalten geblieben sind zwei Teiche (ursprünglich mehrere Teiche) sowie Reste des Großgrüns sowie ein ehemaliges Wasserbecken. Als Solitärbäume sind Platanen, Linden, eine Gruppe Schwarzkiefern, mehrere Robinien und Eichen erhalten geblieben. | 09303541 |
| Weitere Bilder                          | Ehemaliges Herrenhaus des Rittergutes Ziegra (Einzeldenkmal der Sachgesamtheit 09303541) | Zum Park 58, 59 (Karte)               | Nach 1820 | Einzeldenkmal der Sachgesamtheit Rittergut Ziegra; langgestreckter zweigeschossiger Bruchsteinbau mit Krüppelwalmdach von ortsgeschichtlichem und regionalgeschichtlichem Wert. Drei Stichbogenportale mit Schlussstein aus Rochlitzer Porphyrtuff. Ebenso blieben Fenstergewände aus Rochlitzer Porphyrtuff erhalten. Weitgehend originaler Bau, Fenster und Türen ersetzt, entstellender Dachausbau. Das Gebäude ist das einzige weitgehend original erhaltene Gebäude des Rittergutes. Der Denkmalwert ergibt sich aus der baugeschichtlichen und regionalgeschichtlichen Bedeutung des vermutlich ehemaligen Herrenhauses. Denkmalwürdig ist das Bauwerk auf Grund seiner Authentizität und besonderen typischen Ausprägung. Das ehemalige Herrenhaus, ein langgestreckter zweigeschossiger Bruchsteinbau mit Krüppelwalmdach, birgt die wohl älteste sichtbare Bausubstanz im Gutshof. Es entstand vermutlich nach 1820, als das Gut durch Verkauf an den Kgl. Sächs. Postkommisarius Christian Gottlieb Huth kam. Noch ganz in spätbarocker Tradition gebaut, zeigt es drei charakteristische Segmentbogenportale mit Schluss-Steinen, im Inneren sind die ursprünglichen Raumstrukturen noch vorhanden und lediglich geringfügig verändert sowie die zeittypischen korbbogenförmigen Fensternischen in eindrucksvoller Weise erhalten. Mehrere schlichte Türen aus der Erbauungszeit mit zum Teil originalen Beschlägen sowie eine massive Treppe aus Rochlitzer Porphyr ergänzen das Bild. Trotz des unpassenden Dachausbaus ist der originale Dachstuhl mit mittlerem Reiterverband weitgehend erhalten – ein charaktervolles Zeugnis der zeitgenössischen Handwerkskunst. Drei Kellertonnen sind zugänglich, die wahrscheinlich ebenfalls aus der Erbauungszeit stammen, aber Sekundärmaterial des wohl in das 16. Jahrhundert zu datierenden Vorgängers enthalten. Das Gutsherrenhaus beherrscht mit seiner außerordentlichen Länge – es nimmt die gesamte Nordseite des Komplexes ein – den Gutshof und dominiert damit auch die übrigen, meist etwa 80 Jahre jüngeren Gebäude, die in Gestalt und Proportionen aber keinesfalls so markant erscheinen. Es ist ein zwar schlichtes, aber gerade in dieser Art charakteristisches Zeugnis ländlicher Baukunst des frühen 19. Jahrhunderts und steht als Teil in einer regional bedeutsamen historischen Tradition. Aus diesen Gründen liegt die Erhaltung des Gebäudes und die Bewahrung bzw. Wiederherstellung seines historischen Bildes im öffentlichen Interesse. | 09303537 |
| Weitere Bilder                          | Kirche, Gedenktafel an der Sakristei (Deutsch-Französischer Krieg), drei Grabmale auf dem Kirchhof, ein barocker Grabstein an der Sakristei, Kirchhof und Kriegerdenkmal für die Gefallenen des Ersten Weltkrieges auf dem Kirchhof | Zum Park 68 (Karte)                   | Bezeichnet mit 1769 (Kirche); 1816 (Grabanlage Schultz); 1869 (Grabmal Hänsel); bezeichnet mit 1870 (Gedenktafel); vermutlich 1881 (Grabanlage Rittergutsbesitzer) | Ortsgeschichtliche, baugeschichtliche, künstlerische und kirchengeschichtliche Bedeutung. 1770 nach Abbruch des baufälligen Vorgängerbaus neu erbaute Kirche, die in ihrem äußeren Erscheinungsbild und ihrer Größe eher an eine Kapelle denken lässt. Mit 150 Sitzplätzen gehört sie zu den kleinsten Kirchen Sachsens. Klassizistische Saalkirche, verputzter Mauerwerksbau, über annähernd quadratischem Grundriss mit Schiefer gedecktem Pyramidendach und Dachreiter. Im Innern flachabschließend mit eingeschossigen Emporen an drei Seiten, seitlich des Altars zwei Logen. Zur Ausstattung gehören ein einfacher Kanzelaltar aus der Erbauungszeit, der Porphyr-Taufstein mit schlichtem romanischem Becken und einer kleinen Orgel von C. E.Jehmlich von 1857. In der Westhalle befindet sich ein Kriegerdenkmal in Form eines Flügelaltars, darauf die Namen der Toten in Zierschrift, von Paul Rößler, wohl von 1926. An der Sakristei angebracht befindet sich ein barocker Grabstein, dessen Inschrift nicht mehr lesbar ist. Ebenfalls an der Sakristei befindet sich eine ovale Steintafel mit der Inschrift „Zum Gedächtnis für Friedrich Hermann Schwägergen, geb. d. 2. Decbr. 1848 in Ziegra, gest. d. 2. Decbr. 1870 bei Brie sur Marne?“ (Kriegerdenkmal des Deutsch-Französischen Krieges). Zur Kirche gehört ein Kirchhof (Nebenanlage), welcher 1896 leicht vergrößert wurde. Er war um 1900 noch umgeben von einer Ziegelmauer. Auf dem Kirchhof befinden sich nur wenige historische Gräber, so u. a. folgende als Einzeldenkmal ausgewiesene Grabmale: - 1. Begräbnisstätte der Angehörigen des Rittergutes Familie Dörffling, Grab eventuell von 1881 mit neugotischer Einfassung - 2. Grabmal des Pastors Heinrich Ferdinand Hänsel (1816–1869) - 3. Grabmal Fam. Schultz u. a. (1767–1816), Stele Der Denkmalwert der Kirche, der Ausstattung sowie der aufgezählten Grabmale ergibt sich vorrangig aus deren ortsgeschichtlicher Bedeutung. Hinzu kommen baugeschichtliche und künstlerische Aspekte bezogen auf den Kirchenbau und dessen Ausstattung. | 09208023 |
| Direkt Bild zu diesem Denkmal hochladen | Pfarrhaus | Zum Park 69 (Karte)                   | Bezeichnet mit 1637 | Baugeschichtlich wertvolles Fachwerk-Gebäude in gutem Originalzustand, in unmittelbarer Kirchnähe gelegen, von ortsgeschichtlicher, baugeschichtlicher und kirchengeschichtlicher Bedeutung. Erdgeschoss massiv, Rundbogenportal aus Porphyr mit Schlussstein, Obergeschoss Fachwerk mit Bezeichnung (1637), Satteldach, Gebäude ist saniert. 1636 (bezeichnet mit 1637) nach Brand des Vorgängerbaus neu erbaut. Zeitweise neben der Funktion als Pfarrhaus durch die Pfarrer auch als Privatschule genutzt. Es ist zu vermuten, dass am Gebäude im Laufe seiner Standzeit Erhaltungsmaßnahmen durchgeführt wurden, wahrscheinlich kam es in diesem Zusammenhang auch zu Änderungen der Fachwerkkonstruktion im Obergeschoss, wie dessen Gefüge vermuten lässt. Großer, breit lagernder Fachwerkbau mit massivem Erdgeschoss und einer zweiriegligen Fachwerkkonstruktion mit breiten Gefachen im Obergeschoss. Das Haus wird durch ein Satteldach abgeschlossen. Erschlossen wird es durch eine etwas außermittig angeordnete Haustür, eingefasst durch ein Rundbogenportal mit Schlussstein mit Wappendarstellung. Erhalten blieb eine schöne zweiflüglige Holzkassettentür mit Glaseinsätzen. Das Haus weist die für diesen Landschaftsraum charakteristischen Konstruktions- und Gestaltungsmerkmale aus, wodurch es baugeschichtliche Bedeutung erlangt. Auf Grund seiner Funktion als Wohnhaus der Pastoren, als Pfarramt und auch als Schule kommt ihm weiterhin eine große ortsgeschichtliche Bedeutung zu. | 09208024 |

## Ehemaliges Denkmal
| Bild                                    | Bezeichnung | Lage                           | Datierung             | Beschreibung | ID       |
| --------------------------------------- | ----------- | ------------------------------ | --------------------- | --- | -------- |
| Direkt Bild zu diesem Denkmal hochladen | Häuslerhaus | Gebersbacher Straße 85 (Karte) | Mitte 19. Jahrhundert | Landschafts- und zeittypisches Häusleranwesen, Fachwerkbau von ortsbildprägendem und sozialgeschichtlichem Wert. Erdgeschoss massiv, Obergeschoss Fachwerk, Satteldach. Zwischen 2021 und 2023 abgerissen. | 09208025 |

## Tabellenlegende
- Bild: Bild des Kulturdenkmals, ggf. zusätzlich mit einem Link zu weiteren Fotos des Kulturdenkmals im Medienarchiv Wikimedia Commons. Wenn man auf das Kamerasymbol klickt, können Fotos zu Kulturdenkmalen aus dieser Liste hochgeladen werden:
- Bezeichnung: Denkmalgeschützte Objekte und ggf. Bauwerksname des Kulturdenkmals
- Lage: Straßenname und Hausnummer oder Flurstücknummer des Kulturdenkmals. Die Grundsortierung der Liste erfolgt nach dieser Adresse. Der Link (Karte) führt zu verschiedenen Kartendiensten mit der Position des Kulturdenkmals. Fehlt dieser Link, wurden die Koordinaten noch nicht eingetragen. Sind diese bekannt, können sie über ein Tool mit einer Kartenansicht einfach nachgetragen werden. In dieser Kartenansicht sind Kulturdenkmale ohne Koordinaten mit einem roten bzw. orangen Marker dargestellt und können durch Verschieben auf die richtige Position in der Karte mit Koordinaten versehen werden. Kulturdenkmale ohne Bild sind an einem blauen bzw. roten Marker erkennbar.
- Datierung: Baubeginn, Fertigstellung, Datum der Erstnennung oder grobe zeitliche Einordnung entsprechend des Eintrags in der sächsischen Denkmaldatenbank
- Beschreibung: Kurzcharakteristik des Kulturdenkmals entsprechend des Eintrags in der sächsischen Denkmaldatenbank, ggf. ergänzt durch die dort nur selten veröffentlichten Erfassungstexte oder zusätzliche Informationen
- ID: Vom Landesamt für Denkmalpflege Sachsen vergebene, das Kulturdenkmal eindeutig identifizierende Objekt-Nummer. Der Link führt zum PDF-Denkmaldokument des Landesamtes für Denkmalpflege Sachsen. Bei ehemaligen Kulturdenkmalen können die Objektnummern unbekannt sein und deshalb fehlen bzw. die Links von aus der Datenbank entfernten Objektnummern ins Leere führen. Ein ggf. vorhandenes Icon  führt zu den Angaben des Kulturdenkmals bei Wikidata.